# Седрік Гардвік
Седрік Гардвік (англ. Cedric Webster Hardwicke, 19 лютого 1893 — 6 серпня 1964) — англійський та американський актор кіно і театру, режисер і продюсер. Його кар'єра нараховує майже п'ятдесят років. Робота в театрі включала в себе помітні виступи в постановках п'єс Шекспіра і Шоу, фільми за його участю включають низку екранізацій літературної класики.

## Юні роки
Гардвік народився в Лай, Вустершир у родині доктора Едвіна Вебстера Гардвіка і його дружина Джессі (до шлюбу Мастерсон). Він відвідував гімназію в Bridgnorth (Шропшир), після чого він має намір навчатися на лікаря, але не зміг скласти необхідні іспити. Він повернувся до театру і навчався в Королівській академії драматичного мистецтва.

## Вибрана фільмографія
| Рік  |   | Українська назва     | Оригінальна назва          | Роль                     |
| ---- | - | -------------------- | -------------------------- | ------------------------ |
| 1934 | ф | Єврей Зюсс           | Jew Süss                   | рабин Габріель           |
| 1936 | ф | Прийдешнє            | Things to Come             |                          |
| 1941 | ф | Підозра              | Suspicion                  | генерал МакЛейдлоу       |
| 1943 | ф | Вічність і один день | Forever and a Day          | містер Дабб              |
| 1945 | ф | Портрет Доріана Грея | The Picture of Dorian Gray | оповідач                 |
| 1947 | ф | Магнат               | Tycoon                     | Фредерік Александер      |
| 1948 | ф | Мотузка              | Rope                       | містер Кентлі            |
| 1953 | ф | Війна світів         | The War of the Worlds      | оповідач                 |
| 1955 | ф | Річард III           | Richard III                | Едуард IV, король Англії |